# محاصره قلعه نیشابور (۱۵۸۱)
محاصره قلعه نیشابور نبردی بود که در سال ۱۵۸۱ میلادی و مابین دو سپاه یکی به فرماندهی مرتضی قلی‌خان پرناک ترکمان و درویش محمدخان روملو و به حمایت حکومت مرکزی صفویه (شاه محمد خدابنده) و دیگری به فرماندهی علی‌قلی‌بیگ گورکان شاملو و مرشد قلی‌خان سلطان استاجلو و به حمایت عباس میرزا (بعدا" شاه عباس یکم) روی داد. نتیجه این نبرد محاصره قلعه نیشابور توسط طوایف شاملو و استاجلو و عقب‌نشینی طوایف تکلو و ترکمان، به سلطنت رساندن شاه عباس یکم در خراسان و نهایتاً عقب‌نشینی طوایف شاملو و استاجلو به هرات بود.
عباس میرزا (شاه عباس یکم) به همراه علی‌قلی‌بیگ گورکان شاملو در درگیری‌های خراسان، محاصره قلعه نیشابور، محاصره قلعه تربت و نبرد تیرپل علیه پدرش شاه محمد خدابنده (شاه وقت) جنگید.

## پیش زمینه
پس از آنکه علی‌قلی‌بیگ گورکان شاملو و مرشد قلی‌خان سلطان استاجلو در سال ۹۸۸ قمری / ۱۵۸۰ میلادی با مرتضی قلی‌خان پرناک ترکمان جنگید و قلعه‌های نیشابور و تربت را گرفتند، مرتضی قلی‌خان پرناک ترکمان نامه‌های پیاپی به شاه محمد خدابنده و حمزه میرزا که در آذربایجان بودند، نوشت و علی‌قلی‌بیگ گورکان شاملو و مرشد قلی‌خان سلطان استاجلو به یاغی گری و عصیان متهم ساخت. شاه محمد خدابنده هم به تشویق میرزا سلمان جابری اصفهانی و امیرخان موصلوی ترکمان (بیگلربیگی آذربایجان) و سایر سران تکلو و ترکمان مصمم شد لشکری به خراسان روانه کند و مرتضی قلی‌خان پرناک ترکمان را در مقابل طرفداران پسرش (عباس میرزا بعداً شاه عباس یکم) تقویت کند. نهایتاً شاه محمد خدابنده، محمدخان ترکمان را با اسماعیل قلی‌بیگ شاملو به فرماندهی سپاهی روانه خراسان کرد.
علی‌قلی‌بیگ گورکان شاملو هم پس از آنکه از کشته شدن پدر (سلطان حسین‌خان شاملو)، مادر (خانی‌خان خانم) و دایی (حسین‌بیگ) خود در آذربایجان آگاه شد، تصمیم گرفت که با همکاری مرشد قلی‌خان سلطان استاجلو، مرتضی قلی‌خان پرناک ترکمان را نابود کند و سراسر خراسان را به تصرف درآورد و عباس میرزا را رسماً به پادشاهی بنشاند؛ بنابراین با عباس میرزا (بعداً شاه عباس یکم) و مرشد قلی‌خان سلطان استاجلو از هرات به مشهد راهی شد. مابقی حکام خراسان هم که با آن دو سردار هم پیمان و متحد بودند با آنها همراه شدند.
در همان حال مرتضی قلی‌خان پرناک ترکمان نیز در مشهد به گردآوری سپاه مشغول گردید و بسیاری از ذخایر و ثروت آستانه رضوی را خرج سپاه خویش کرد. محمدخان ترکمان و اسماعیل قلی‌بیگ شاملو نیز از عراق به قصد کمک وی به سمت خراسان راهی شدند.

## نامه‌نگاری طرفین
محمدخان ترکمان در آغاز می‌خواست که علی‌قلی‌بیگ گورکان شاملو را با نامه‌ای پندآمیز فریب دهد ولی علی‌قلی‌بیگ گورکان شاملو چون می‌دانست که میان او و سران ترکمان کار از آشتی و صلح گذشته و دربار قزوین به ویژه اسماعیل قلی‌بیگ شاملو را برای قتل وی و گرفتن انتقام خون پدرش ولی‌خلیفه شاملو روانه خراسان نموده‌است، روی موافقت نشان نداد و در پاسخ نامه‌های محمدخان ترکمان اصرار و تأکید کرد که مرتضی قلی‌خان پرناک ترکمان از حکومت مشهد عزل گردد و به جای وی کسی منصوب شود که با عباس میرزا و امرای خراسان موافق و همسو باشد و از اطاعت فرمان وی که لله و سرپرست شاهزاده است سرپیچی نکند.

## آغاز جنگ
علی‌قلی‌بیگ گورکان شاملو و مرشد قلی‌خان سلطان استاجلو نخست متوجه قلعه نیشابور که باز به دست درویش محمدخان روملو از طرفداران مرتضی قلی‌خان پرناک ترکمان افتاده بود، شدند و آنجا را محاصره کردند. مرتضی قلی‌خان پرناک ترکمان نیز یکی از سرداران خود را با گروهی سوار به یاری درویش محمدخان روملو فرستاد ولی این امیر از سپاه علی‌قلی‌بیگ گورکان شاملو و مرشد قلی‌خان سلطان استاجلو شکست خورد و به مشهد برگشت. در نتیجه این پیروزی بر قدرت و اعتبار هواداران عباس میرزا افزوده شد. انگیزه مرتضی قلی‌خان پرناک ترکمان نیز برای خروج از مشهد و ادامه جنگ کمتر گردید.

## به سلطنت رساندن عباس میرزا در خراسان و عقب‌نشینی به هرات
در همان حال علی‌قلی‌بیگ گورکان شاملو و مرشد قلی‌خان سلطان استاجلو مصمم شدند که رسماً عباس میرزا را به پادشاهی بنشانند و پادشاهی وی را در سراسر خراسان اعلام کنند، بنابراین ربیع الاول سال ۹۸۹ قمری (آوریل ۱۵۸۱ میلادی) پشت قلعه نیشابور بساط سلطنت فراهم ساختند و تاج بر سر عباس میرزا نهادند.

## عقب‌نشینی
پس از آن چون زمستان نزدیک شد و گرفتن قلعه نیشابور به دلیل پایداری درویش محمدخان روملو دشوار بود. علی‌قلی‌بیگ گورکان شاملو و مرشد قلی‌خان سلطان استاجلو و سپاهشان دست از محاصره قلعه نیشابور کشیدند و به هرات عقب‌نشینی کردند.